# Уоттс, Уинстон
Уинстон Александер Уоттс (англ. Winston Alexander Watts; 8 декабря 1967, Мей-Пен, Кларендон) — ямайский бобслеист, участник Олимпийских игр 1994, 1998, 2002 и 2014 годов.
Из-за ошибки в паспорте на Играх в 1994, 1998 и 2002 годах выступал под именем Уинстон Уотт (англ. Winston Watt).

## Биография
Впервые участвовал в Олимпийских играх в 1994 году в Лиллехаммере, где в составе четвёрки с Дадли Стоуксом, Крисом Стоуксом и Уэйном Томасом занял 14-е место, показав результат 3:29,96.
На Олимпиаде в Нагано та же четвёрка стала 21-й, показав время 2:43,76.
В Солт-Лейк-Сити Уоттс участвовал в соревнованиях двоек с Ласеллесом Брауном; результат — 3 минуты 14,94 секунды и 28 место из 37 экипажей.
Поскольку у представителей Ямайки не получилось квалифицироваться ни на Олимпиаду в Турине, ни на игры в Ванкувере, Уоттс принял решение завершить карьеру и переехал в Эванстон, однако в 2010 году в возрасте 43 лет вернулся в спорт, заявив, что его новой целью является Олимпиада в Сочи.
В сезоне 2013/14 создал команду с Марвином Диксоном. Двойка тренировалась в Юте, чтобы иметь возможность участвовать в Кубке Северной Америки. В итоге они набрали достаточно очков для того, чтобы попасть на Олимпиаду.
Для сбора средств на поездку на Игры в Сочи вместе с Диксоном прибегли к краудфандингу, разместив соответствующее объявление в Интернете. Благодаря вниманию мировых СМИ к их судьбе, требуемая сумма была собрана даже с запасом.
На играх Уоттс и Диксон финишировали на 29 месте из 30 стартовавших экипажей с результатом 2 минуты 55,40 секунды.
На церемонии открытия Олимпийских игр в Солт-Лейк-Сити нёс флаг своей страны.